# لاري إتش سميث
لاري إتش سميث (بالإنجليزية: Larry H. Smith)‏ هو لاعب هوكي الجليد أمريكي، ولد في 16 مارس 1939، وتوفي في 12 أبريل 2002.